# Exilisia bipuncta
Exilisia bipuncta là một loài bướm đêm thuộc phân họ Arctiinae, họ Erebidae.